# ميلدتاون (ديلاوير)
ميلدتاون (بالإنجليزية: Middletown, Delaware)‏ هي بلدة أمريكية تقع في الولايات المتحدة في ديلاوير. يقدر عدد سكانها بـ 18,871 نسمة .

## التركيبة السكانية
حدّد مكتب تعداد الولايات المتحدة بيانات التركيبة السكانية لميلدتاون في تعداد الولايات المتحدة. في ما يلي، التركيبة السكانية حسب تعدادي 2000 و2010.

### تعداد عام 2000
بلغ عدد سكان ميلدتاون 6,161 نسمة بحسب تعداد عام 2000، وبلغ عدد الأسر 2,298 أسرة وعدد العائلات 1,632 عائلة مقيمة في البلدة. في حين سجلت الكثافة السكانية 192.3 نسمة لكل كيلومتر مربع (498.1/ميل2). وبلغ عدد الوحدات السكنية 2,514 وحدة بمتوسط كثافة قدره 78.5 لكل كيلومتر مربع (203.3/ميل2).
وتوزع التركيب العرقي للبلدة بنسبة 74.42% من البيض و21.30% من الأمريكيين الأفارقة و0.11% من الأمريكيين الأصليين و0.78% من الأمريكيين ذوي الأصول الآسيوية و0.02% من سكان جزر المحيط الهادئ و1.93% من الأعراق الأخرى و1.44% من عرقين مختلطين أو أكثر و5.29% من الهسبانيون أو اللاتينيون من أي عرق.
بلغ عدد الأسر 2,298 أسرة كانت نسبة 45.6% منها لديها أطفال تحت سن الثامنة عشر تعيش معهم، وبلغت نسبة الأزواج القاطنين مع بعضهم البعض 48.5% من أصل المجموع الكلي للأسر، ونسبة 18.1% من الأسر كان لديها معيلات من الإناث دون وجود شريك،  بينما كانت نسبة 4.4% من الأسر لديها معيلون من الذكور دون وجود شريكة وكانت نسبة 29% من غير العائلات. تألفت نسبة 22.9% من أصل جميع الأسر من عدة أفراد يعيشون في نفس المنزل ونسبة 8.5% كانت تتألف من شخص يعيش بمفرده يبلغ من العمر 65 عاماً أو أكثر. وبلغ متوسط حجم الأسرة المعيشية 2.68، أما متوسط حجم العائلات فبلغ 3.14.
بلغ العمر الوسطي للسكان 30.9 عاماً. وكانت نسبة 30.7% من القاطنين تحت سن الثامنة عشر، وكانت نسبة 9.5% بين الثامنة عشر والرابعة والعشرين عاماً، ونسبة 33.5% كانت واقعةً في الفئة العمرية ما بين الخامسة والعشرين والرابعة والأربعين عاماً، ونسبة 18.3% كانت ما بين الخامسة والأربعين والرابعة والستين، ونسبة 7.9% كانت ضمن فئة الخامسة والستين عاماً فما فوق. يوجد لكل 100 أنثى 90.5 ذكر، ويوجد لكل 100 أنثى في الثامنة عشر من عمرها فما فوق 85.7 ذكر.
بلغ متوسط دخل الأسرة في البلدة 41,663 دولارًا، أما متوسط دخل العائلة فبلغ 47,270 دولارًا. وكان متوسط دخل الذكور 35,688 دولارًا مقابل 30,044 دولارًا للإناث. وسجل دخل الفرد الخاص بالبلدة 18,517 دولارًا. وكانت نسبة 8.8% من العائلات ونسبة 10.9% من السكان تحت خط الفقر، وكان من هؤلاء نسبة 14% تحت سن الثامنة عشر ونسبة 13.6% في الخامسة والستين من العمر وما فوق.

### تعداد عام 2010
بلغ عدد سكان ميلدتاون 18,871 نسمة بحسب تعداد عام 2010، وبلغ عدد الأسر 6,465 أسرة وعدد العائلات 4,985 عائلة مقيمة في البلدة. في حين سجلت الكثافة السكانية 589 نسمة لكل كيلومتر مربع (1,525.5/ميل2). وبلغ عدد الوحدات السكنية 6,821 وحدة بمتوسط كثافة قدره 212.9 لكل كيلومتر مربع (551.4/ميل2).
وتوزع التركيب العرقي للبلدة بنسبة 61.94% من البيض و28.44% من الأمريكيين الأفارقة و0.19% من الأمريكيين الأصليين و3.76% من الأمريكيين ذوي الأصول الآسيوية و0.04% من سكان جزر المحيط الهادئ و2.47% من الأعراق الأخرى و3.16% من عرقين مختلطين أو أكثر و7.40% من الهسبانيون أو اللاتينيون من أي عرق.
بلغ عدد الأسر 6,465 أسرة كانت نسبة 48.7% منها لديها أطفال تحت سن الثامنة عشر تعيش معهم، وبلغت نسبة الأزواج القاطنين مع بعضهم البعض 53.8% من أصل المجموع الكلي للأسر، ونسبة 17.9% من الأسر كان لديها معيلات من الإناث دون وجود شريك،  بينما كانت نسبة 5.4% من الأسر لديها معيلون من الذكور دون وجود شريكة وكانت نسبة 22.9% من غير العائلات. تألفت نسبة 17.8% من أصل جميع الأسر من عدة أفراد يعيشون في نفس المنزل ونسبة 5.6% كانت تتألف من شخص يعيش بمفرده يبلغ من العمر 65 عاماً أو أكثر. وبلغ متوسط حجم الأسرة المعيشية 2.90، أما متوسط حجم العائلات فبلغ 3.28.
بلغ العمر الوسطي للسكان 33.0 عاماً. وكانت نسبة 31% من القاطنين تحت سن الثامنة عشر، وكانت نسبة 7.9% بين الثامنة عشر والرابعة والعشرين عاماً، ونسبة 31.4% كانت واقعةً في الفئة العمرية ما بين الخامسة والعشرين والرابعة والأربعين عاماً، ونسبة 20% كانت ما بين الخامسة والأربعين والرابعة والستين، ونسبة 9.7% كانت ضمن فئة الخامسة والستين عاماً فما فوق. وتوزع التركيب الجنسي للسكان بنسبة 47.1% ذكور و52.9% إناث.

## أعلام
- سيلاس سيمونز
- ليونارد تشادويك
- أشلي غرينويل